# Air Berlin
Air Berlin PLC & Co. Luftverkehrs KG, que operaba bajo el nombre de Airberlin, era una aerolínea alemana que llegó a ser  la segunda mayor línea aérea en Alemania y la séptima mayor de Europa por número de pasajeros transportados. Tenía su sede en la ciudad de Berlín, operaba vuelos entre ciudades alemanas, ciudades europeas, destinos turísticos del Mediterráneo, Canarias y Baleares, así como vuelos de largo recorrido a América del Norte, el Caribe, Oriente Medio, Asia y África. En el año 2012, airberlin y sus filiales transportaron 33,3 millones de pasajeros. La compañía fue miembro de la alianza de aerolíneas Oneworld desde el 20 de marzo de 2012.

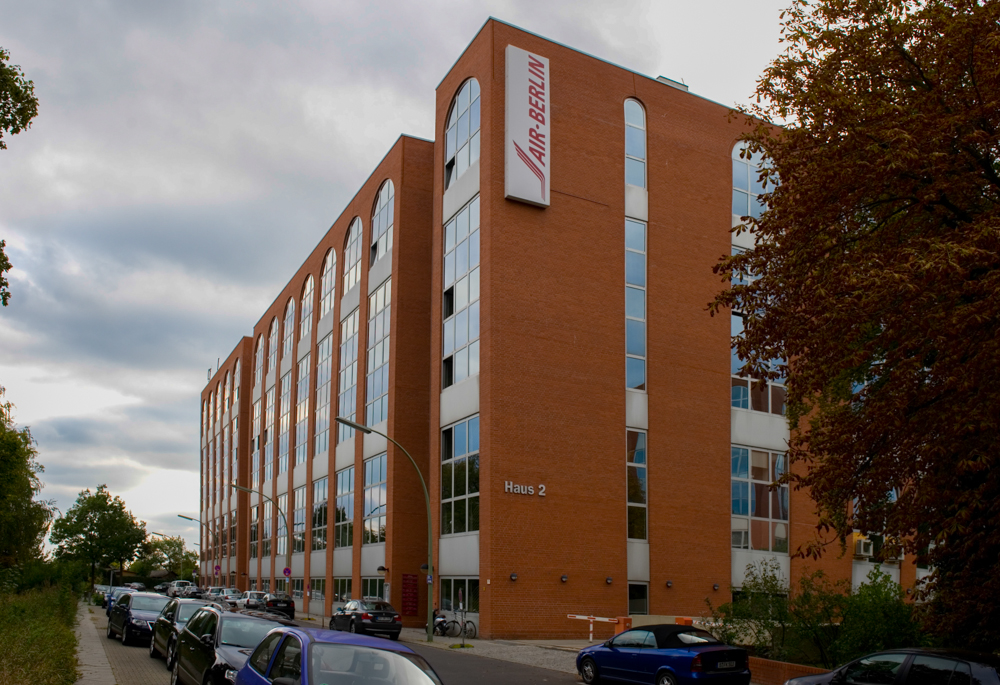
Sede principal

Debido a la cuantiosa pérdida económica sufrida por la compañía durante 2016, y a la salida de Etihad Airways de su grupo accionario, Air Berlín se declaró en bancarrota en el mes de agosto de 2017 y cesó sus operaciones el 28 de octubre de 2017.

## Historia

### Años 1970

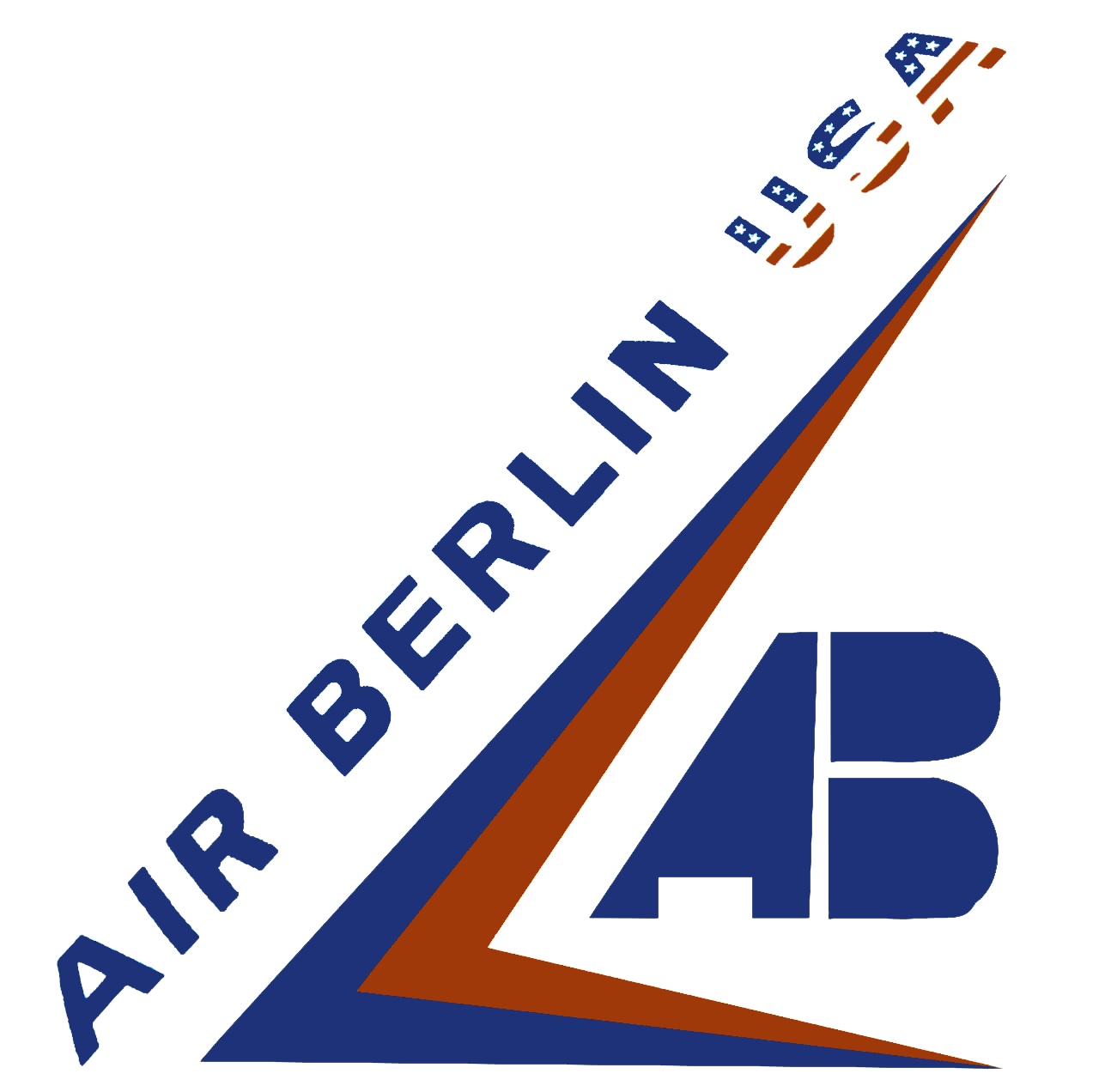
Logotipo Air Berlin Estados Unidos de 1978/79.

La historia de Air Berlin está íntimamente ligada al estatus de la capital alemana tras la Segunda Guerra Mundial. Sólo podían volar aviones de las tres potencias aliadas, Estados Unidos, Reino Unido y Francia a Berlín. Air Berlin Inc. fue fundada en 1978 en los Estados Unidos, en el estado de Oregón, como compañía chárter berlinesa con licencia estadounidense Federal Aviation Administration por el capitán Kim Lundgren de la compañía aérea Pan Am. El 28 de abril de 1979 despegó el primer vuelo de Air Berlin con un Boeing 707 desde el aeropuerto de Berlín-Tegel con destino Palma de Mallorca (España). Airberlin tenía como principales clientes a operadores turísticos. Por encargo de un operador turístico de Berlín, Lundgren voló durante 1980 trescientas veces a Mallorca y más tarde también a Florida. Airberlin se especializó en destinos en la zona del Mediterráneo. Hoy en día Mallorca sigue siendo el destino más importante de airberlin. Hasta 1990, Air Berlín voló con el nombre Air Berlin USA.

### Años 1990
Con la caída del Muro de Berlín en 1989 y la consiguiente reunificación alemana cambió radicalmente el estatus berlinés y el acceso al cielo de la capital dejó de estar restringido a empresas de las potencias aliadas, por lo que Lundgren tuvo que encontrar socios que le permitieran hacer frente a la nueva competencia. En esta situación, apareció Joachim Hunold, director de Ventas y Marketing de LTU, entonces la mayor compañía de vuelos vacacionales de Alemania. El 16 de abril de 1991 se fundó Air Berlin GmbH & Co. Luftverkehrs KG, con Hunold como gerente único, el cual se hizo inicialmente con la mayoría del capital social. Posteriormente, nuevos inversores alemanes entraron en el capital. En lo sucesivo el gerente Joachim Hunold modificó drásticamente el perfil de la empresa. La antiguamente pequeña compañía aérea chárter se convirtió paso a paso en una de las mayores compañías aérea de Alemania con una red de trayectos similar a las de vuelos regulares: El crecimiento de la compañía comenzó en 1992. Con una flota de dos Boeing 737-400 transportaron 400 000 pasajeros a destinos vacacionales en el Mediterráneo y las Islas Canarias. A finales de 1994, la flota de airberlin tenía seis Boeing 737-400 y transportaba 1,04 millones de pasajeros. En 1998 el número fue de 2,04 millones de pasajeros y el volumen de ventas en el ejercicio 1998/99 alcanzó la suma de 430 millones de marcos. En 1999 el número de clientes transportados aumentó en un 50 %, alcanzando los 3 millones. Desde 1999 airberlin es miembro de IATA.

### Años 2000
En 2002 la compañía aérea logró transportar 6,7 millones de pasajeros; en el 2003 se llegó hasta los 9,6 millones. Con ello, airberlin se convirtió el 31 de diciembre de 2003, tras Lufthansa, en la segunda compañía aérea alemana. El volumen de negocio aumentó de 696 a 894 millones de euros. En 2004 la línea aérea, con 12 millones de pasajeros, alcanzó un volumen de negocio de más de mil millones de euros consolidando su posición como segunda mayor compañía aérea alemana. En 2005, Air Berlin pudo consolidar aún más esta posición con sus 13,5 millones de pasajeros (+12,45 %). El volumen de venta de vuelos aumentó en el año 2005 un 17 % a 1220 millones de euros. El 1 de enero de 2006 Air Berlin modificó su forma social de GmbH & Co. KG a PLC & Co. KG. Con unos 27,9 millones de pasajeros transportados en el año 2007, Air Berlin reafirmó su posición como segunda aerolínea más grande en relación con el transporte dentro de Alemania. Air Berlin contaba con alrededor de 9200 empleados.

### Años 2010
En julio de 2010 se hizo saber que Air Berlin se une a la alianza mundial de aerolíneas Oneworld, obteniendo pleno derecho a principios del 2012. Como preparación para la adhesión, Air Berlin acordó con American Airlines y Finnair realizar vuelos bajo números de vuelo comunes (Codeshare) a partir del plan de vuelos de invierno 2010/2011. A 1 de abril de 2011 Air Berlin integró completamente la empresa adquirida en agosto de 2007 LTU. Todavía existe un servicio aéreo y todos los servicios técnicos del grupo Air Berlin se agruparon en la nueva sociedad «Air Berlin Technik GmbH». Air Berlin y British Airways han formalizado un acuerdo codeshare para determinados vuelos europeos desde el 5 de julio de 2011.
El 15 de junio de 2011, Air Berlin y British Airways alcanzaron un acuerdo de código compartido que abarcaba algunos vuelos dentro de Europa, a partir del 5 de julio de 2011. El acuerdo se aplica a los vuelos a más de 40 destinos europeos atendidos por las dos aerolíneas.
CEO Joachim Hunold dimitió de su posición el 1 de septiembre de 2011 y fue sucedido por el ex CEO de Deutsche Bahn AG, Hartmut Mehdorn, que dirigió la compañía en forma provisional hasta enero de 2013. Desde enero de 2013 Wolfgang Prock-Schauer asumió la posición de CEO.
En noviembre de 2011 se lanzó una nueva marca, llamada Air Berlin Turkey. Este producto fue el resultado de la cooperación entre Air Berlin y Pegasus Airlines y estaba destinado al mercado entre Alemania y Turquía. Pegasus Airlines es la compañía aérea privada más grande de Turquía y es propiedad del 16,5% de ESAS Holding AS, que participan en Air Berlin. La aerolínea fue absorbida por Pegasus Airlines el 31 de marzo de 2013.
En el tercer trimestre de 2011, la facturación de la empresa ascendió a 1400 millones de euros, un aumento del 11 %. Sin embargo, el beneficio operativo disminuyó en casi un 50 %, alrededor de 97 millones de euros. Como resultado, se emitió un nuevo bono para obtener capital adicional. En noviembre de 2011, se lanzó una campaña de marketing y se realizaron más preparativos para unirse a la alianza de aerolíneas de oneworld.
En noviembre de 2011 Air Berlin se hizo cargo de la participación restante del 50,1% en NIKI con el reembolso de un préstamo y paso a ser el único propietario de la empresa. El nombre de marca debe ser retenido y a Niki Lauda le fue dada una posición en el directorio de Air Berlin.
Air Berlin anunció el 19 de diciembre de 2011 que la aerolínea árabe Etihad Airways aumentó su participación en Air Berlin del 2,99 % al 29,1 %, por un importe de 73 millones de euros, convirtiendo inmediatamente a Etihad en el mayor accionista de la compañía. El acuerdo suministró más dinero a Air Berlin y proporcionó a Etihad acceso a la red europea de Air Berlin.
Air Berlin comenzó a volar siete veces por semana sin escalas desde Berlín hasta Abu Dhabi desde enero de 2012. El nuevo servicio fue el inicio del acuerdo de código compartido entre Air Berlin y Etihad Airways. La cooperación de los programas de viajero frecuente topbonus y Etihad Guest fue anunciada en marzo de 2012.
Air Berlin se convirtió en miembro pleno de la Alianza Oneworld el 20 de marzo de 2012. La aerolínea austríaca NIKI, que también forma parte del grupo Air Berlin, se unió a Oneworld como afiliada el mismo día.
En mayo de 2012 Air Berlin presentó su nueva estructura tarifaria «Your Fare» en un esfuerzo por ofrecer tarifas individuales para todos los grupos objetivo. El 11 de mayo de 2012 Air Berlin abrió su vuelo sin escalas desde Berlín a Los Ángeles para temporada de verano, un destino que hasta entonces sólo se había realizado desde Düsseldorf.
El 18 de diciembre de 2012, Air Berlin anunció que Topbonus, su programa de viajero frecuente, sería vendido a Etihad Airways. Sólo se conservaría una participación minoritaria del 30 %. Air Berlin también anunció la ampliación del acuerdo de codeshare existente con Etihad Airways el 20 de diciembre de 2012. Esto incluye vuelos a través de Abu Dhabi a Chengdu, Beijing, Shanghái, Tokio y Nagoya.
Air Berlin tiene la intención de trasladar su hub principal de Tegel a Berlín Aeropuerto de Brandeburgo. Originalmente previsto para 2012, la apertura del nuevo aeropuerto ha quedado muy retrasada. Actualmente, se considera que el aeropuerto no se abrirá antes de finales de 2017.
El 7 de enero de 2013, Air Berlin designó a la austriaca Wolfgang Prock-Schauer, exjefe de Estrategia y Planificación como CEO de la compañía, en sustitución de Hartmut Mehdorn. Mehdorn había ocupado provisionalmente el cargo desde septiembre de 2011.
Desde el 28 de febrero de 2013 Air Berlin voló sin escalas hasta Madrid. Como parte de la expansión estratégica en Europa Central, Air Berlin vuela de Berlín a Varsovia tres veces al día y ha aumentado su número de vuelos desde Berlín hasta Cracovia desde el 23 de marzo de 2013.
Con la adición de la conexión directa entre Berlín y Chicago a partir del 23 de marzo de 2013, Air Berlin utiliza el hub de Chicago para conexiones dentro de los Estados Unidos. Air Berlin aumentó sus frecuencias a Nueva York-JFK, Los Ángeles y Miami, pero al mismo tiempo canceló los vuelos sin escalas de temporada a Las Vegas, San Francisco y Vancouver.
En marzo de 2013, Air Berlin anunció el cierre de su centro estacional para destinos de ocio en el aeropuerto de Núremberg.
El 24 de septiembre de 2014, Air Berlin canceló los 15 pedidos restantes para sus Boeing 787 y 18 pedidos restantes para Boeing 737-800 como parte de su programa de reestructuración.
En octubre de 2014, el Luftfahrt-Bundesamt negó la autorización de Air Berlin para operar 34 rutas como un código compartido con el copropietario Etihad para la temporada de invierno 2014/2015, ya que violarían los derechos de tráfico bilateral entre Alemania y los Emiratos Árabes Unidos. También en octubre de 2014, Air Berlin anunció que estaba terminando los vuelos a Palma de Mallorca desde el aeropuerto de Bremen y el aeropuerto de Dortmund, retirándose por lo tanto enteramente de estos dos aeropuertos alemanes.
Air Berlin anunció una pérdida neta para 2014 de 376 millones de euros (316 millones de euros en 2013). Los ingresos de la aerolínea en 2014 se estancaron en 4,16 mil millones de euros.
En septiembre de 2015, Air Berlin eliminó los últimos Boeing 737-700 propiedad de la compañía. El avión restante de este tipo operará en wetlease de TUIfly hasta 2019. Todos los Boeing 737-800s serán eliminados en 2016 ya que Air Berlin planea enfocar su flota de corto y mediano alcance en la familia Airbus A320 para reducir costos.
En noviembre de 2015, Air Berlin anunció que cerrará sus operaciones de cabecera en el aeropuerto de Palma de Mallorca al cesar todas las rutas domésticas españolas el 3 de abril de 2016. En la actualidad, sirve siete rutas en España desde Palma, conectadas a varias rutas desde Alemania. Algunos días antes, la aerolínea anunció planes para expandir su red de largo alcance con vuelos de Düsseldorf a Boston, Dallas / Fort Worth, San Francisco y La Habana para la primavera de 2016. Sin embargo, la ruta planeada a Dallas / Fort Worth fue cancelada unas semanas más tarde debido a la baja demanda.
En 2018 cesa definitivamente sus operaciones con un último vuelo el 25 de Agosto de Berlín a Munich (vuelo AB6211). Su flota es repartida entre Lufthansa, Easyjet y Ryanair. Niki Lauda compró algunos aviones y redundó Laudamotion.

## Decisiones estratégicas

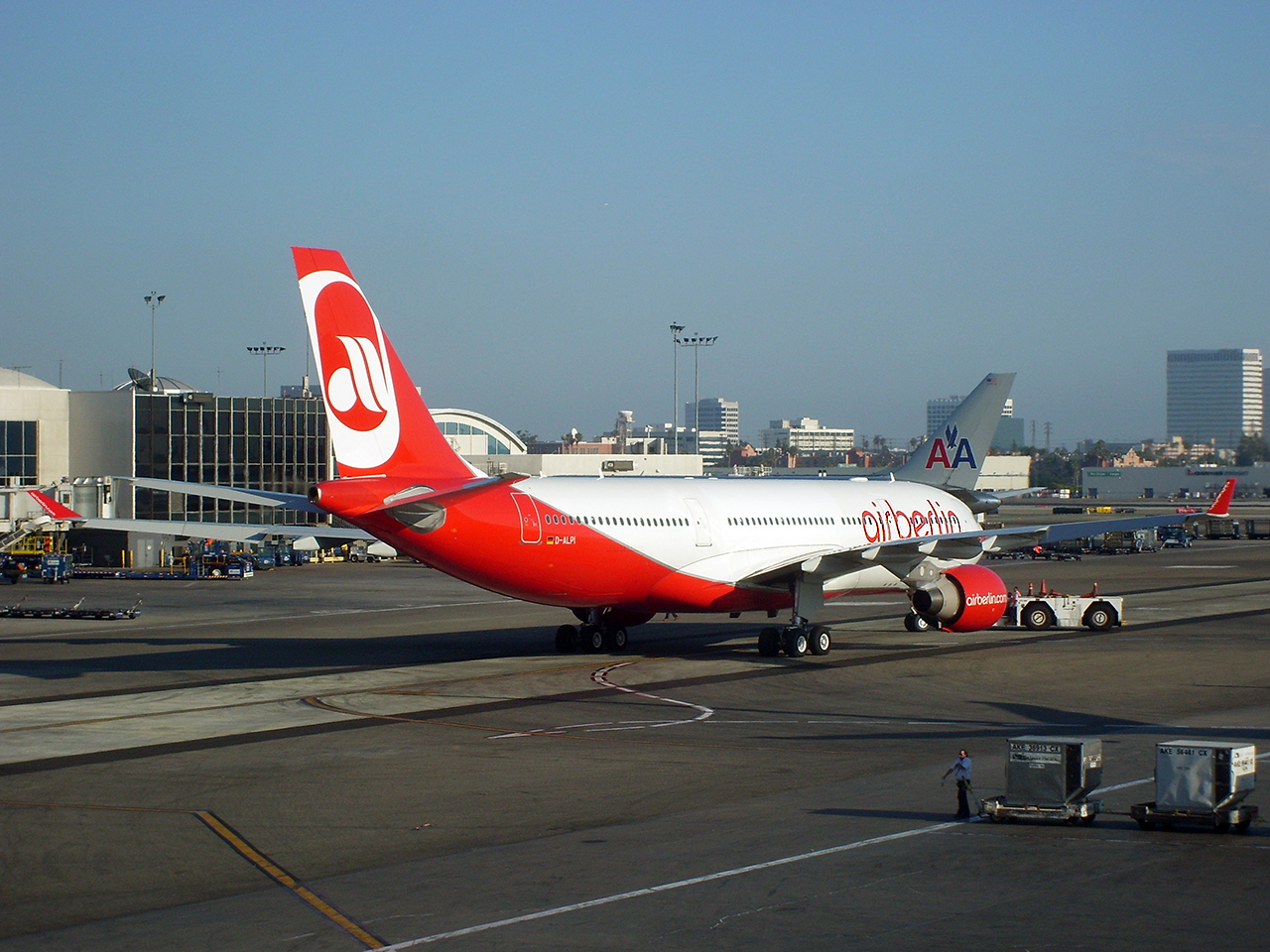
Airbus A330-200 del Air Berlin al Aeropuerto de Los Ángeles.

En 2004 Air Berlin fundó la primera alianza europea de bajo coste y tomó el 24 % de la por aquel entonces nueva compañía aérea Niki de Niki Lauda. El 1 de enero de 2006 Air Berlin modificó su forma social de GmbH & Co. KG a PLC & Co. KG. En primavera de 2006 la aerolínea comenzó a cotizar en bolsa. El 90 % de las nuevas acciones emitidas son mantenidas por inversores institucionales.
A mediados de agosto de 2006 airberlin anunció la adquisición de la compañía aérea dba. La compañía aérea con base en Múnich hasta entonces operaba principalmente rutas interalemanas. La red de vuelos de ambas aerolíneas se complementaban ya que no coincidían en sus trayectos. En un breve plazo, las rutas interalemanas de dba estaban integradas en la red europea de Air Berlin, incrementando así considerablemente la proporción de pasajeros de viaje de negocios.[cita requerida] Especialmente interesantes son los 'slots (derecho de aterrizaje y despegue) de dba en los aeropuertos de Múnich y Düsseldorf. En estos dos aeropuertos airberlin ha podido mejorar notablemente su posición estratégica gracias a dicha adquisición. La expansión común empezó a tomar formas concretas en diciembre de 2006: Air Berlin ordenó 60 Boeing 737 de la «Next Generation» y tomó el pedido de 25 Boeing 737 de la dba – los 85 aviones son el hasta ahora mayor encargo de este carácter en la historia de la aviación alemana.[cita requerida] Desde mayo de 2007 la marca dba ha sido sustituida por el sello unificador de airberlin.
A mediados de marzo de 2007 Air Berlin abrió una escuela de aviación propia. En Essen y Berlín se formarán como pilotos 60 alumnos al año, durante 24 meses, en colaboración con instructores de la empresa TFC Käufer. La escuela está reconocida por la Oficina Federal de Aeronáutica alemana (LBA) y así la aerolínea asegura sus necesidades de personal de pilotaje.
A finales de marzo de 2007 se dieron a conocer los planes de adquisición de la compañía aérea LTU con base en Düsseldorf. El grupo Air Berlin se convierte así en el mayor vendedor en el más importante mercado en origen alemán: en la cuenca urbana del aeropuerto de Düsseldorf viven 18 millones de personas. Con la adquisición, que fue autorizada por el servicio federal de defensa de la competencia en agosto de 2007, el grupo Air Berlin puede ofrecer por primera vez vuelos de larga distancia. Con la adquisición de LTU se añaden 26 aviones de las series Airbus A320 y Airbus A330 a la flota. Para asegurar permanentemente la capacidad de las rutas de larga distancia, el grupo Air Berlin ha efectuado un pedido de gran volumen en julio de 2007 por un total de 50 nuevos Boeing 787 Dreamliner, de los que 25 están ya confirmados.[cita requerida] Asimismo en el 2007 Air Berlin adquirió una participación del 49 por ciento en la compañía aérea suiza Belair Airlines AG.
En el 2009 Air Berlin y TUI Travel PLC formalizaron una alianza estratégica a largo plazo para su negocio alemán de la aviación. TUI Travel PLC se hizo con un 9,9 % de la Air Berlin PLC. Tras este acuerdo Air Berlin incorporó parte de la flota de la compañía chárter en wet lease. A principios de la programación de invierno 2009/10, Air Berlin asumió la red de trayectos entre ciudades de TUIfly.

## Bancarrota
Air Berlin entró en una etapa de crisis, perdiendo 782 millones de euros durante el año 2016. El día 15 de agosto de 2017, Etihad Airways, que poseía el 29,2 % de las acciones, decidió salir del grupo dejando a Air Berlín en una situación económica casi insostenible, razón por la cual se declaró en bancarrota ese mismo mes. La aerolínea cesó sus operaciones el 28 de octubre de 2017.
Lufthansa informó el 12 de octubre que adquirirá la unidad de ocio Niki de Air Berlin, la aerolínea regional LG Walter y alrededor de 80 aeronaves adicionales de corto alcance.
Luego de semanas de negociaciones con Air Berlin, el grupo Zeitfracht-Gruppe se quedará con el centro de mantenimiento Air Berlin Technik, tomando 300 de sus 850 empleados.
EasyJet, por su parte, asume los arrendamientos de 25 aviones Airbus A320, que tendrán base en el Aeropuerto de Berlin Tegel, donde la aerolínea mantendrá los slots de operaciones que poseía Air Berlin. De este modo, EasyJet, planea aprovechar la adquisición y convertirse en la aerolínea líder de Berlin en un futuro.
Mientras tanto, la aerolínea alemana Cóndor, que se mantuvo también en negociaciones con Air Berlin, no llegó a ningún acuerdo.

## Cifras
|                                       | 2003  | 2004   | 2005   | 2006   | 2007   | 2008   | 2009   | 2010   | 2011   | 2012   | 2013   | 2014   |
| ------------------------------------- | ----- | ------ | ------ | ------ | ------ | ------ | ------ | ------ | ------ | ------ | ------ | ------ |
| Volumen de ventas [millones de €]     | 863,2 | 1033,9 | 1215,2 | 1575,4 | 2536,5 | 3400,7 | 3240,3 | 3723,6 | 4227,0 | 4312,0 | 4146,8 | 4160,2 |
| Beneficios [millones de €]            | 36,7  | −2,9   | −115,9 | 40,1   | 21,0   | −75,0  | −9,5   | −97,2  | −420,4 | 6,8    | −315,5 | −376,7 |
| Número de empleados                   | 1956  | 2146   | 2764   | 4108   | 8360   | 8311   | 8278   | 8900   | 9113   | 9284   | 8905   | 8440   |
| Pasajeros [millones]                  | 10.0  | 12.1   | 17.5   | 19.7   | 27.9   | 28.6   | 27.9   | 34.9   | 35.3   | 33.3   | 31.5   | 31.7   |
| Coeficiente de carga de pasajeros [%] | 76,72 | 79,52  | 75,23  | 75,27  | 77,22  | 78,36  | 77,26  | 76,79  | 78,20  | 79,60  | 84,85  | 83,50  |
| Aviones a final de año                | 46    | 47     | 79     | 117    | 124    | 125    | 152    | 169    | 170    | 155    | 140    | 149    |
| Fuente                                |       |        |        | [ 31 ] | [ 32 ] | [ 33 ] | [ 34 ] | [ 35 ] | [ 36 ] | [ 37 ] | [ 38 ] | [ 39 ] |

## La junta directiva
- Wolfgang Prock-Schauer, Chief Executive Officer.
- Ulf Hüttmeyer, Chief Financial Officer.
- Paul Gregorowitsch, Chief Commercial Officer.
- Helmut Himmelreich, Chief Operating Officer.
- Elke Schütt, Chief Administration Officer.
- Marco Ciomperlik, Chief Maintenance Officer.
- Martina Niemann, Chief Human Resources Officer.

Paul Verhagen es el actual director general de Air Berlin en España.

## Destinos y red de vuelos

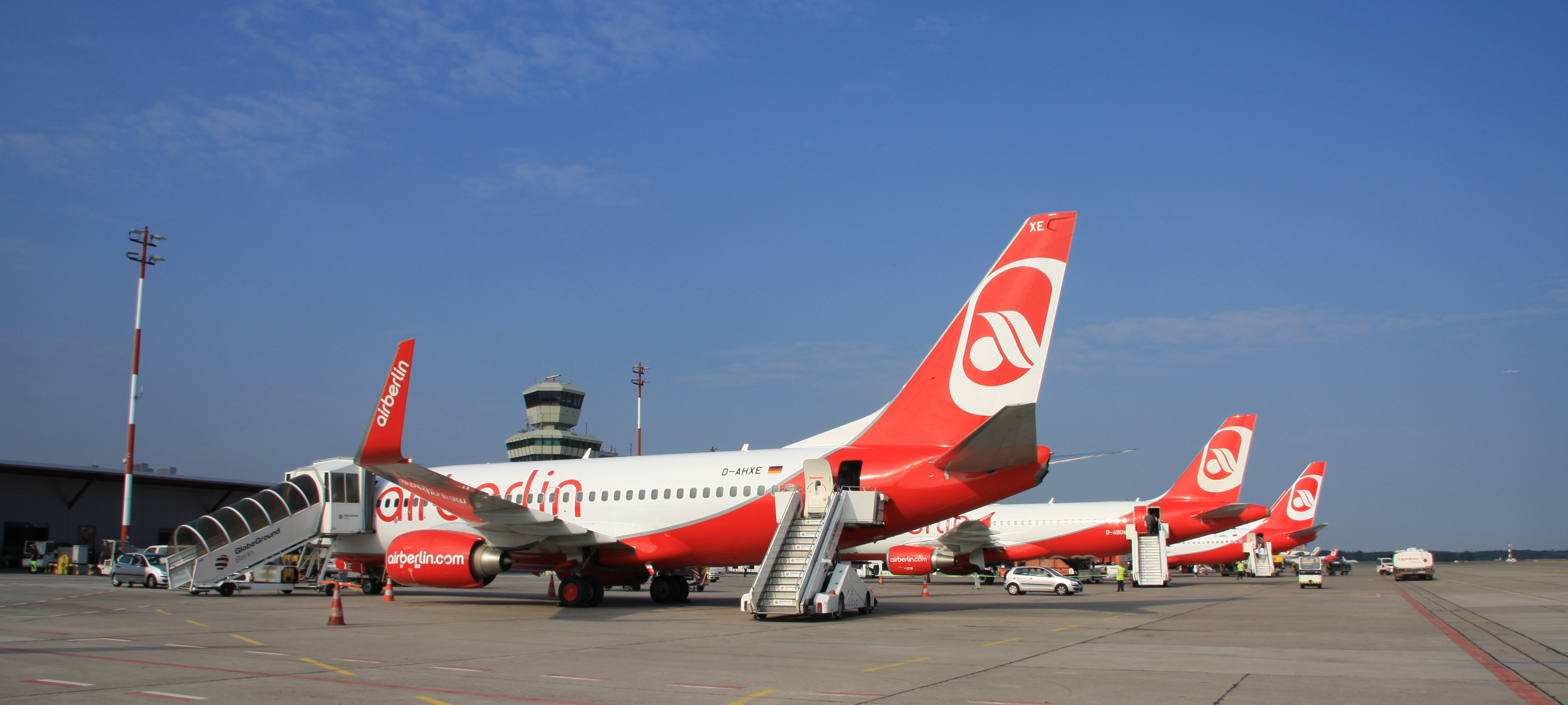
Aviones del Air Berlin en el Aeropuerto de Berlín-Tegel.

Air Berlin se ha especializado en el uso de aeropuertos poco frecuentados, como Núremberg, Münster/Osnabrück, Paderborn/Lippstadt, Leipzig/Halle, Dresde o Erfurt.
Desde 1998, es posible reservar vuelos sin estancia con airberlin. Hasta entonces, los billetes de avión de airberlin formaban siempre parte de un paquete que debía ser adquirido a través de un agente de viajes. La aerolínea se hizo famosa con el Mallorca Shutle, producto que fue sustituido a partir de octubre de 2002 por un nuevo producto, el City Shuttle. Desde enero de 2005, la aerolínea ha agrupado todos sus vuelos bajo una denominación común, Euro Shuttle.
Tras haber adquirido las sociedades dba, LTU y tras la participación en Belair y Niki ahora los aviones del Grupo Air Berlin vuelan por todo el mundo. La red de trayectos abarca vuelos dentro de Alemania, Suiza y Austria y destinos como Ámsterdam, Bilbao, Caracas, Sevilla, Helsinki, Estambul, Londres, Milán, Moscú, París, Roma, San Petersburgo, Estocolmo, Venecia, Viena, Zúrich, Boston, Los Ángeles, Miami, Nueva York, San Francisco, Cuba, Maldivas, México, Costa Rica, República Dominicana, Tailandia, Abu Dabi.
Las aeronaves del Grupo Air Berlin despegan desde 23 ciudades alemanas (Berlín, Bremen, Dortmund, Dresde, Dusseldorf, Erfurt, Fráncfort, Friedrichshafen, Hamburgo, Hanóver, Karlsruhe/Baden-Baden, Colonia/Bonn, Leipzig/Halle, Múnich, Munster/Osnabruck, Núremberg, Paderborn/Lippstadt, Rostock, Sarrebruck, Stuttgart, Sylt, Usedom y Weeze) hacia 163 ciudades alemanas, europeas e intercontinentales.
En Palma de Mallorca, el mayor aeropuerto especializado en viajes de vacaciones de toda Europa, Air Berlin es líder del mercado.[cita requerida] El número total de vuelos a Mallorca ha pasado de los 140 vuelos semanales (verano de 2001) a 160 vuelos (verano de 2002), 240 vuelos (verano de 2004), 360 vuelos (verano de 2007) y a 380 vuelos (verano de 2008), siendo las rutas a Sevilla y Bilbao las que más beneficios daban. Desde el aeropuerto de Palma de Mallorca, los pasajeros de Air Berlin pueden viajar a 10 destinos de las islas vecinas, España y Portugal. Además, Air Berlin vuela vía Palma de Mallorca hacia grandes ciudades europeas, como Ámsterdam, Viena o Zúrich.
También mantiene importantes rutas hacia las Islas Canarias, en donde la compañía tiene destinos como Gran Canaria, Fuerteventura o Tenerife.
La aerolínea también ofrece vuelos chárter a la Patagonia de Argentina, más específicamente a Ushuaia, en la épocas de verano, saliendo desde el Aeropuerto de Fráncfort del Meno hasta el Aeropuerto Internacional Malvinas Argentinas.

## Socios de código compartido

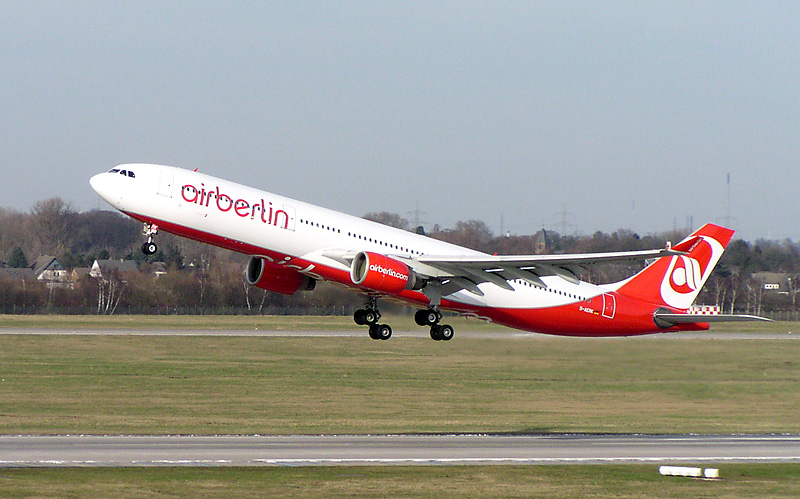
Un Airbus A330-300 de Air Berlin despegando en 2008.

Socio Premium
- Etihad Airways

Socio oneworld
- American Airlines
- British Airways
- Cathay Pacific
- Finnair
- Iberia
- Royal Jordanian
- JAL
- Qantas
- S7 Airlines
- SriLankan Airlines
- LATAM Airlines
- Malaysia Airlines

Otros socios
- Bangkok Airways
- Hainan Airlines
- Meridiana
- Pegasus Airlines

## Flota

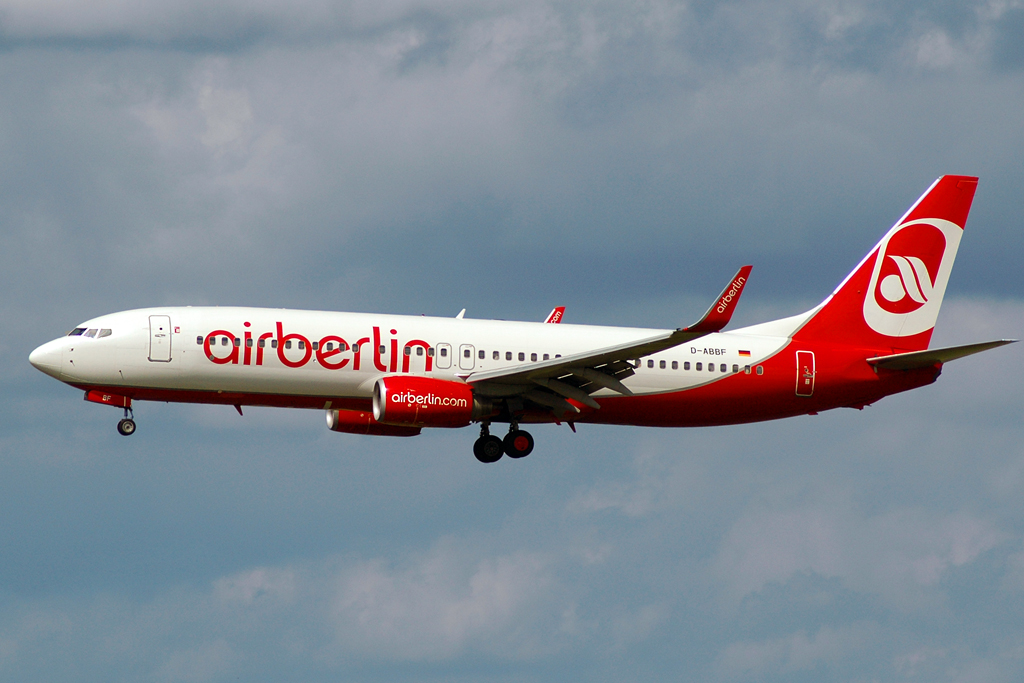
Boeing 737-800

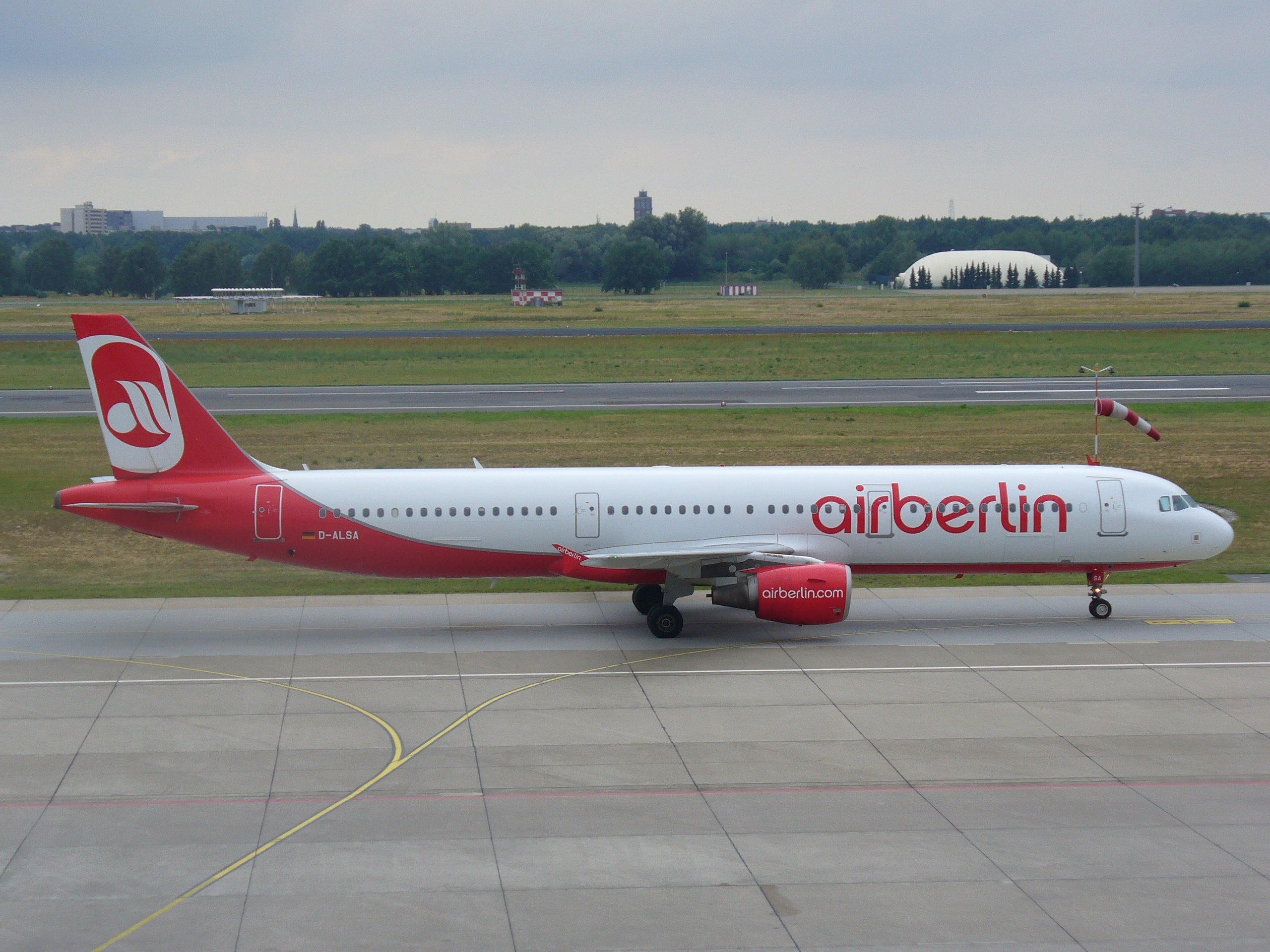
Airbus A321-200 del Air Berlin.

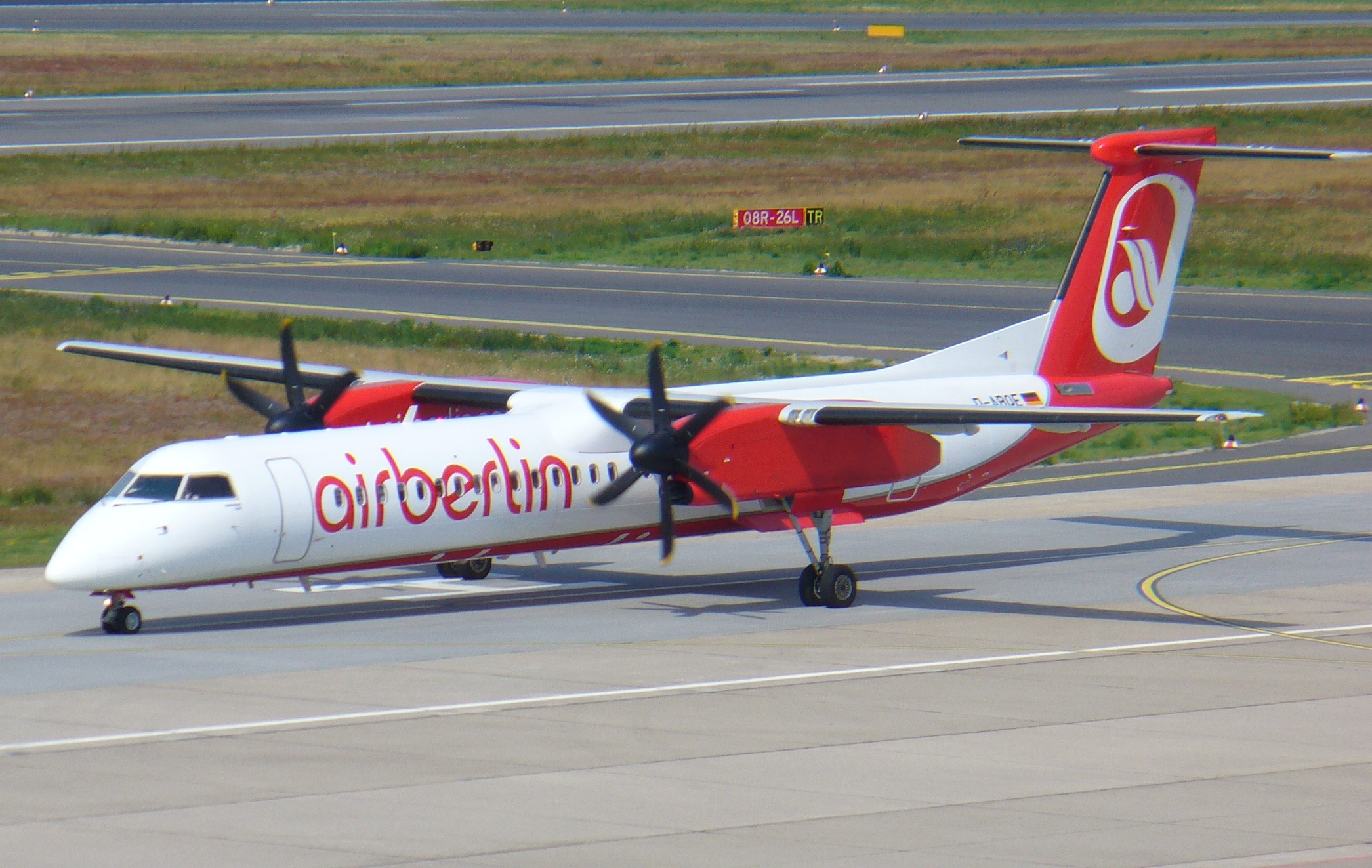
Bombardier Q400 del Air Berlin.

La edad media de la flota es actualmente de 5 años. Mediante inversiones continuas en aeronaves de bajo consumo, los reactores de Air Berlin vuelan con un consumo de combustible reducido y menores valores de emisión y ruido. En 2010, Air Berlin redujo el consumo medio en un 1,1% hasta 3,60 litros por 100 kilómetros-pasajero. Ya en mayo de 2001 adquirió como primicia mundial el primer Boeing 737-800 con 'blended winglets' equipadas, que ahorran combustible y son más respetuosas con el medioambiente. Al mismo tiempo, prácticamente todos los aviones de la flota de Air Berlin cuentan con este equipamiento especial. En febrero de 2011, Air Berlin recibió su primer Boeing 737-800 con el nuevo diseño de cabina «Sky Interior». Todos los nuevos Boeing Next Generation suministrados de Air Berlin dispondrán en el futuro del interior optimizado con paredes laterales y compartimentos de equipaje rediseñados, nichos de ventanas más grandes e iluminación LED indirecta.

## Air Berlin Technik
Air Berlin Technik es parte del grupo Air Berlin y una organización EASA Part 145. Con unos 1.200 empleados, mantiene tanto aeronaves del grupo Air Berlin como también los aparatos de otras líneas aéreas europeas. Air Berlin Technik es reconocido por distintas autoridades nacionales de navegación aérea como USA FAA-145, Canadian CAA-145, Aruba EASA-145, la Autoridad Federal de Avisión de Rusia y GCAA, Emiratos Árabes Unidos.

## Programa de viajeros frecuentes
El programa de fidelización de clientes de Air Berlin se llama topbonus y cuenta con unos 3 millones de participantes. Pueden acumularse millas en todos los vuelos de la compañía que podrán canjearse por vuelos o una mejora a la clase superior a la reservada entre otras posibilidades. Existen 4 niveles de tarjeta topbonus: Classic, Silver, Gold y Platinum. A cada nivel de tarjeta están asociadas diferentes ventajas como por ejemplo el acceso a salas VIP o una mayor franquicia de equipaje. Además se ofrecerá una tarjeta de servicio de pago (Service Card), que ofrece numerosas ventajas independientemente del nivel de tarjeta topbonus. Existe también la posibilidad de acumular millas a través de las tarjetas de crédito airberlin Visa Card.

## Polémica lingüística en España
En junio de 2008, el director general de Air Berlin Joachim Hunold recibió una petición escrita de Margalida Tous, de la Dirección General de Política Lingüística del Gobierno de las Islas Baleares (presidido por el PSIB-PSOE), en la que se pedía a Air Berlin el uso del catalán en su comunicación con los clientes de las islas. Hunold respondió con un editorial en la revista de la empresa; en él manifestaba su rechazo a la petición, criticaba la política lingüística autonómica y afirmaba que el castellano corría el riesgo de dejar de ser la lengua común de toda España. Varias instituciones como la Generalidad de Cataluña o la Obra Cultural Balear, así como algunos colectivos de reivindicación lingüística, como los Joves de Mallorca per la Llengua y la Plataforma per la Llengua pidieron a Air Berlin que cambiase su actitud respecto al uso del catalán, alegando falta del respeto por la lengua catalana, llegando algunas de ellas a llamar al boicot a la compañía. El exdiputado de Esquerra Republicana de Catalunya Joan Puig colgó incluso en su blog una imagen del logotipo de Air Berlin fusionado con una esvástica nazi, haciendo un llamamiento para llevar a cabo un google bomb con dicha imagen con objeto de perjudicar a la aerolínea germana.
Sin embargo, también hubo colectivos que mostraron su apoyo a Air Berlin, como Círculo Balear, Galicia Bilingüe o Plataforma España y Libertad. Por otra parte, varios medios de comunicación internacionales, sobre todo en Alemania, como la edición alemana del Financial Times, Der Spiegel, Die Welt, Süddeutsche Zeitung o Le Figaro se hicieron eco de la noticia.
A principios de agosto de 2008, el incidente volvió a salir a la luz al rechazar el Fútbol Club Barcelona un vuelo entre Pisa y Chicago, ya contratado con anterioridad con Air Berlin. Según algunos medios de comunicación, la medida se tomó a instancias del gobierno balear.
En 2009 obtuvo el Premio Españoles Ejemplares que entrega la Fundación para la Defensa de la Nación Española (DENAES) en la categoría de «actividad profesional» por «mantenerse firme en su defensa de la libertad y del derecho de las empresas que operan en España para utilizar el español en cualquier ámbito y lugar de la Nación».

## Distinciones
- Telegraph Travel Award 2008[64]
- World Travel Award 2008[65]
- European Business Award 2009[64]
- oekom research 2009[64]
- Business Travel Award 2010[64]
- Spain Tourism Award (STAR) 2010[64]
- Skytrax World Airline Award 2010[66]
- Danish Travel Award 2010[64]
- Marken-Award 2011[64]